# Colomby
Pour les articles homonymes, voir Colomby (homonymie).
Colomby est une commune française, située dans le département de la Manche en région Normandie, peuplée de 566 habitants.

## Géographie

### Localisation
Les communes limitrophes sont Flottemanville, Biniville, Golleville, Hautteville-Bocage, Lieusaint, Magneville, Morville et Urville.

### Hydrographie
La commune est située dans le bassin Seine-Normandie. Elle est drainée par le Merderet, le cours d'eau 01 de la commune de Colomby, le cours d'eau 01 du Hameau de Ravan, le cours d'eau 02 de la commune de Colomby, le cours d'eau 02 de la commune de Morville, le cours d'eau 02 de la commune d'Urville, le cours d'eau 03 de la commune de Colomby et le cours d'eau 03 de la commune de Morville,,.
Le Merderet, d'une longueur de 36 km, prend sa source dans la commune de Tamerville et se jette dans la Douve en limite de Beuzeville-la-Bastille et de Sainte-Mère-Église, après avoir traversé 17 communes.

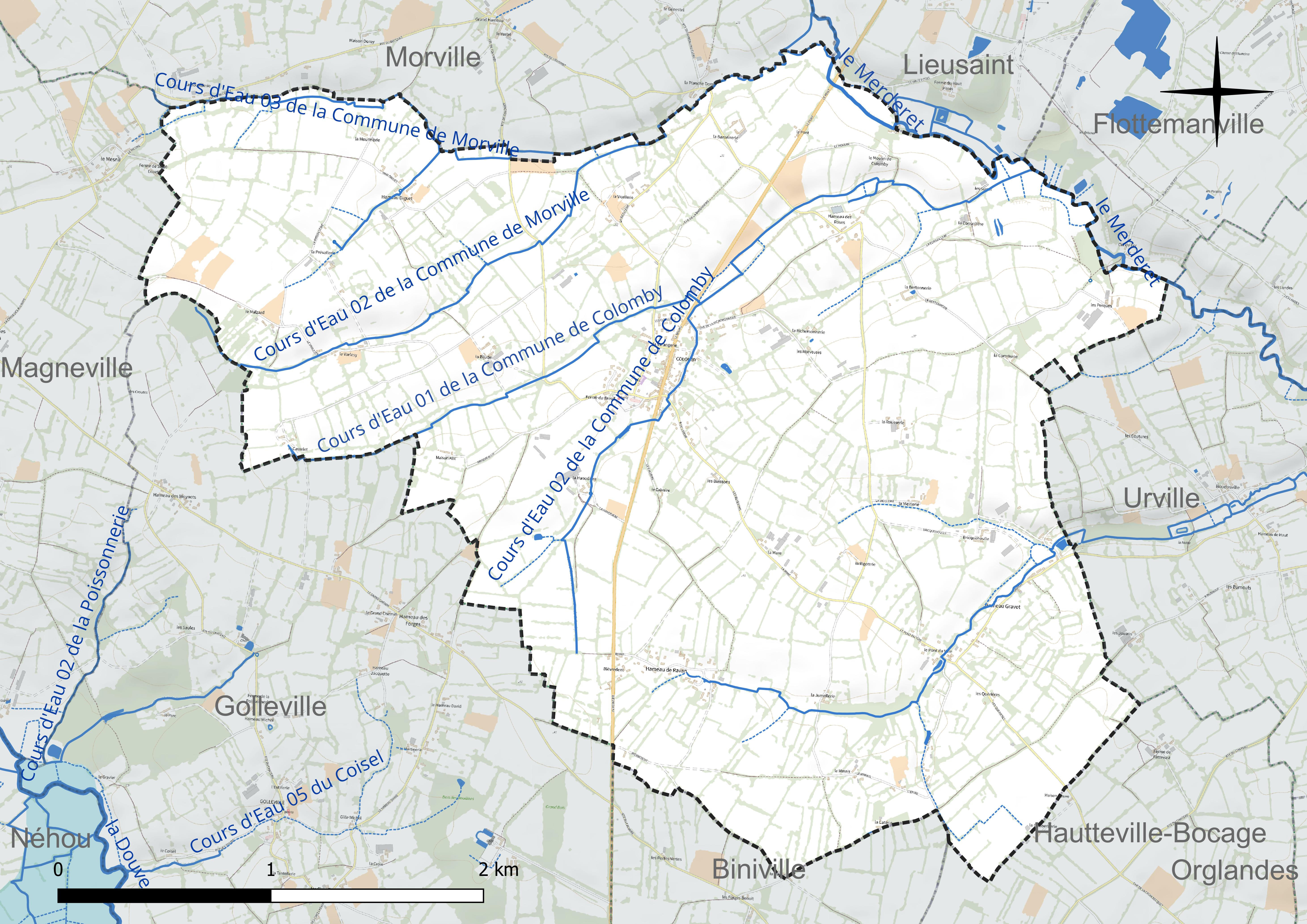
Réseau hydrographique de Colomby.

### Climat
Pour des articles plus généraux, voir Climat de la Normandie et Climat de la Manche.
En 2010, le climat de la commune est de type climat océanique franc, selon une étude du CNRS s'appuyant sur une série de données couvrant la période 1971-2000. En 2020, Météo-France publie une typologie des climats de la France métropolitaine dans laquelle la commune est exposée à un climat océanique et est dans la région climatique  Normandie (Cotentin, Orne), caractérisée par une pluviométrie relativement élevée (850 mm/a) et un été frais (15,5 °C) et venté. Parallèlement le GIEC normand, un groupe régional d’experts sur le climat, différencie quant à lui, dans une étude de 2020, trois grands types de climats pour la région Normandie, nuancés à une échelle plus fine par les facteurs géographiques locaux. La commune est, selon ce zonage, exposée à un « climat maritime », correspondant au Cotentin et à l'ouest du département de la Manche, frais, humide et pluvieux, où les contrastes pluviométrique et thermique sont parfois très prononcés en quelques kilomètres quand le relief est marqué.
Pour la période 1971-2000, la température annuelle moyenne est de 11,2 °C, avec une amplitude thermique annuelle de 11,2 °C. Le cumul annuel moyen de précipitations est de 833 mm, avec 13,8 jours de précipitations en janvier et 6,9 jours en juillet. Pour la période 1991-2020, la température moyenne annuelle observée sur la station météorologique la plus proche, située sur la commune de Gonneville-Le Theil à 20 km à vol d'oiseau, est de 11,0 °C et le cumul annuel moyen de précipitations est de 940,4 mm,. Pour l'avenir, les paramètres climatiques de la commune estimés pour 2050 selon différents scénarios d’émission de gaz à effet de serre sont consultables sur un site dédié publié par Météo-France en novembre 2022.

## Urbanisme

### Typologie
Au 1er janvier 2024, Colomby est catégorisée commune rurale à habitat dispersé, selon la nouvelle grille communale de densité à sept niveaux définie par l'Insee en 2022.
Elle est située hors unité urbaine.
Par ailleurs la commune fait partie de l'aire d'attraction de Cherbourg-en-Cotentin, dont elle est une commune de la couronne,. Cette aire, qui regroupe 77 communes, est catégorisée dans les aires de 50 000 à moins de 200 000 habitants,.

### Occupation des sols
L'occupation des sols de la commune, telle qu'elle ressort de la base de données européenne d’occupation biophysique des sols Corine Land Cover (CLC), est marquée par l'importance des territoires agricoles (100 % en 2018), une proportion identique à celle de 1990 (100 %).
La répartition détaillée en 2018 est la suivante : prairies (46,1 %), terres arables (39,2 %), zones agricoles hétérogènes (14,7 %).

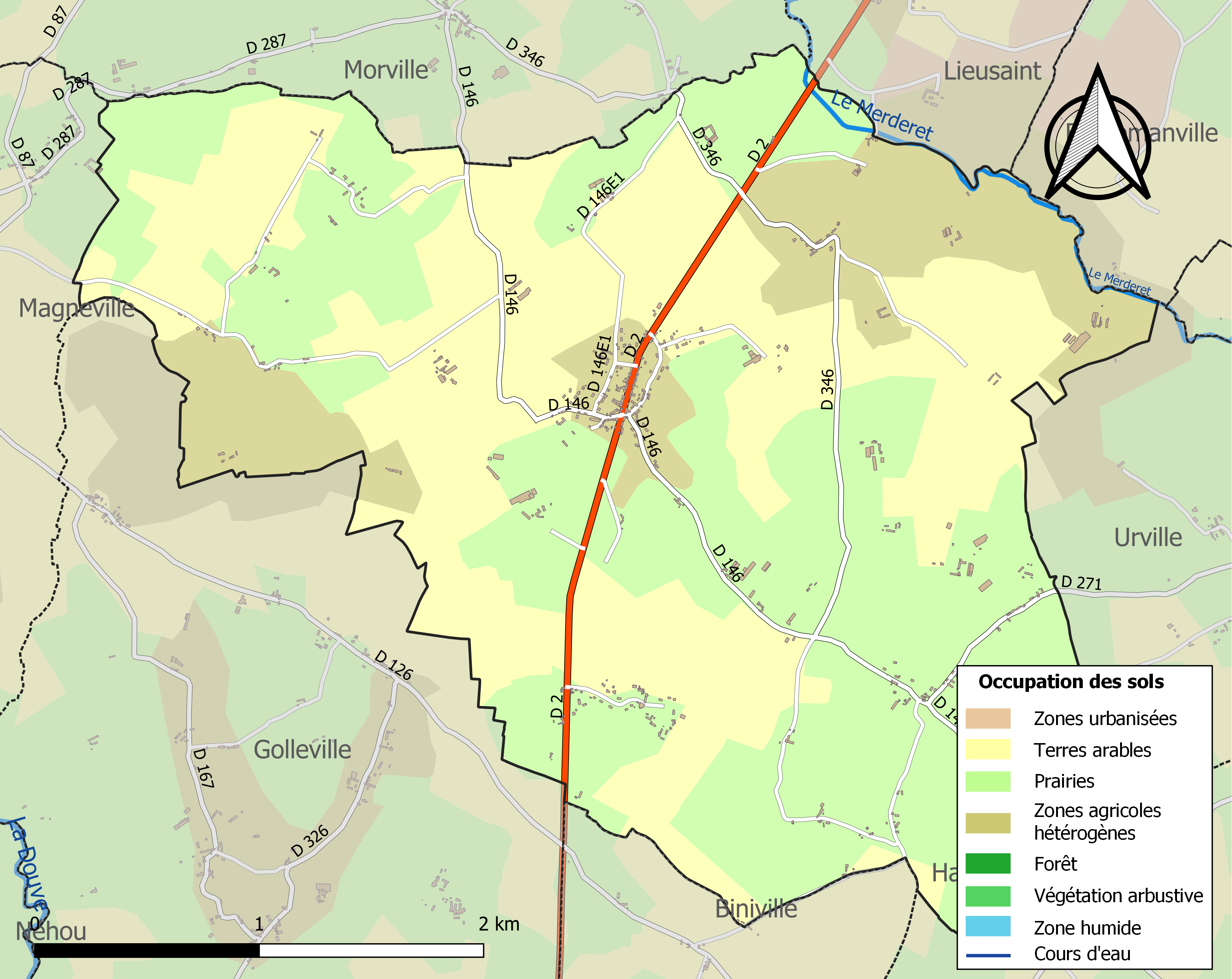
Carte des infrastructures et de l'occupation des sols de la commune en 2018 (CLC).

L'évolution de l’occupation des sols de la commune et de ses infrastructures peut être observée sur les différentes représentations cartographiques du territoire : la carte de Cassini (XVIIIe siècle), la carte d'état-major (1820-1866) et les cartes ou photos aériennes de l'IGN pour la période actuelle (1950 à aujourd'hui).

## Toponymie
Le nom de la localité est attesté sous les formes Columbeio vers 1110, de Colombeyo en 1332.
Toponyme formé sur Colombe, soit à une paroisse dédiée à sainte Colombe.

## Histoire

### Moyen Âge
Richard de Reviers († 1137) donna le patronage de la moitié de l'église Saint-Georges à la collégiale de Néhou qui fut réunie en 1152 par Guillaume de Vernon (1095-1166) à l'abbaye de Montebourg.
Au XIIe siècle, la paroisse relevait de l'honneur de Néhou.

### Temps modernes
En 1567, Guillaume Jullien, sieur de Bricquehoulle, est taxé pour ce fief de 6 livres dans le rôle des nobles et roturiers, au titre du ban et de l'arrière ban de la vicomté de Coutances, réalisé par Gilles Dancel, seigneur d'Audouville, lieutenant général du bailli de Cotentin, tenu à Coutances les 20-22 octobre. Le fief de Bricquehoulle à Colomby était tenu du roi sous la vicomté de Valognes par 30 acres. Dans le même rôle, Maistre Jehan Le Cappon, écuyer, sieur du Breuil, est taxé également de 6 livres. Le fief du Breuil à Colomby, valant un quart de fief de haubert, relevait du fief de Gonneville.
En 1620, Adrien de Poërier est baron de Colomby, de Cauquigny et d'Amfreville.

### Révolution française et Empire
À la Révolution, Jean Baptiste Barbou de Querqueville († 1794), seigneur de Colomby, serait mort de frayeur à l'annonce de sa comparution devant le tribunal révolutionnaire.

### Époque contemporaine
L'affaire criminelle Jean-Baptiste Desmares a eu lieu dans la commune et fut jugée à la cour d'assises de la Manche, à Coutances, le 11 juillet 1836.

## Politique et administration

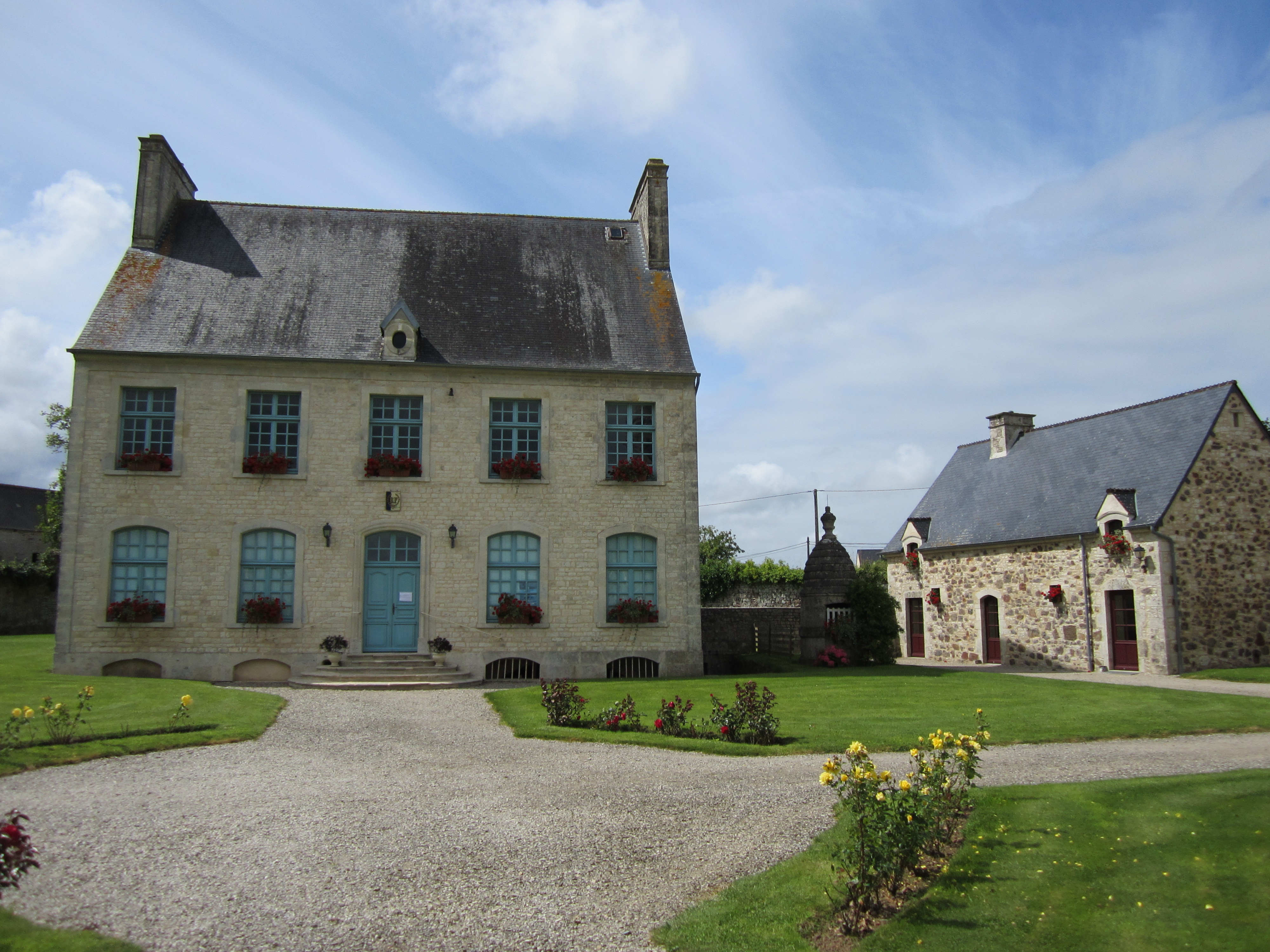
La mairie.

| Période                                  | Période   | Identité                                 | Étiquette | Qualité |
| ---------------------------------------- | --------- | ---------------------------------------- | --------- | ------- |
| 1835                                     | 1845      | Jean-Baptiste-Felix Duchemin de la Londe |           |         |
| juin 1995                                | mars 2008 | Marie-Ange Le Boulanger                  | SE        |         |
| mars 2008                                | En cours  | Robert Lebreton                          | SE        | Artisan |
| Les données manquantes sont à compléter. |           |                                          |           |         |

## Population et société
Les habitants de la commune sont appelés les Colombyais.

### Démographie
L'évolution du nombre d'habitants est connue à travers les recensements de la population effectués dans la commune depuis 1793. Pour les communes de moins de 10 000 habitants, une enquête de recensement portant sur toute la population est réalisée tous les cinq ans, les populations de référence des années intermédiaires étant quant à elles estimées par interpolation ou extrapolation. Pour la commune, le premier recensement exhaustif entrant dans le cadre du nouveau dispositif a été réalisé en 2008.
En 2022, la commune comptait 566 habitants, en évolution de +7,2 % par rapport à 2016 (Manche : −0,31 %, France hors Mayotte : +2,11 %).
| 1793 | 1800 | 1806 | 1821 | 1831 | 1836 | 1841 | 1846 | 1851 |
| ---- | ---- | ---- | ---- | ---- | ---- | ---- | ---- | ---- |
| 791  | 870  | 909  | 888  | 867  | 887  | 874  | 872  | 854  |

| 1856 | 1861 | 1866 | 1872 | 1876 | 1881 | 1886 | 1891 | 1896 |
| ---- | ---- | ---- | ---- | ---- | ---- | ---- | ---- | ---- |
| 860  | 800  | 811  | 730  | 693  | 706  | 700  | 661  | 603  |

| 1901 | 1906 | 1911 | 1921 | 1926 | 1931 | 1936 | 1946 | 1954 |
| ---- | ---- | ---- | ---- | ---- | ---- | ---- | ---- | ---- |
| 643  | 624  | 597  | 538  | 510  | 447  | 444  | 475  | 476  |

| 1962 | 1968 | 1975 | 1982 | 1990 | 1999 | 2006 | 2008 | 2013 |
| ---- | ---- | ---- | ---- | ---- | ---- | ---- | ---- | ---- |
| 434  | 417  | 388  | 371  | 431  | 429  | 466  | 477  | 510  |

| 2018 | 2022 | - | - | - | - | - | - | - |
| ---- | ---- | - | - | - | - | - | - | - |
| 546  | 566  | - | - | - | - | - | - | - |

## Culture locale et patrimoine

### Lieux et monuments

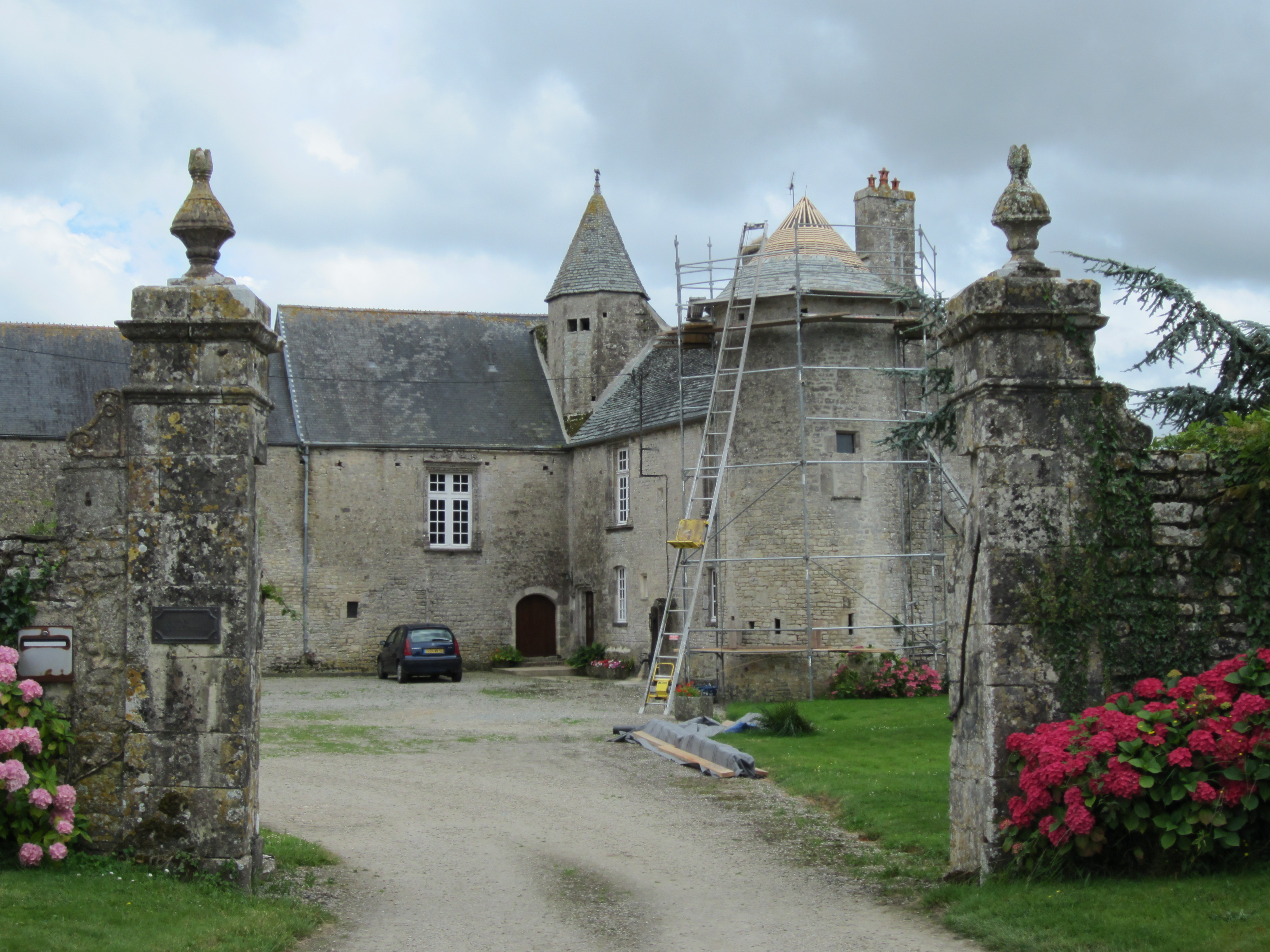
La ferme du Breuil.

- Église Saint-Georges de style gothique datant des XIIIe, XIVe – XIXe siècles, classée au titre des monuments historiques par arrêté du 16 mars 1966[37]. Elle abrite une Vierge à l'Enfant et lustre du XIVe, chasublier, christ en croix, chaire à prêcher et stalles du XVIIIe, un bas-relief Ange présentant un écu du XVIIe, une verrière le martyre de saint Georgesdu XIXe, croix et hampe du XVIIe, classés au titre objet aux monuments historiques[38].
- Ancien presbytère du XVIIIe siècle inscrit au titre des monuments historiques[39], il accueille à présent la mairie.
- La commune possèdent également de nombreux manoirs parmi lesquels : la maison forte de la Baronnie du début XVe siècle[40], avec son logis flanqué de deux grosses tours rondes aux angles de l'un des petits côtés[41], et les manoirs du Breuil de style gothique flamboyant construit au début du XVIe siècle, du Cul de Fer du XVIe siècle, de Bricquehoulle des XVIIe – XVIIIe siècles, de la Varengerie du XVIIIe siècle, de la Bertrannerie du XIXe siècle, de la Richemonnerie des XVe – XVIe siècles, de la Conseillère du XVIIIe siècle, de la Hanodière des XVIe – XIXe siècles, de Ravend du XVIe siècle[24].

Pour mémoire
- Ancien moulin hydraulique en bois de la Perruque daté par la dendrochronologie de 1001/1002 et abandonné dans les premières années du XIIe siècle. Le site, implanté dans une courbe du Merderet, fouillé par Vincent Bernard, a mis en évidence un bief monumental creusé ex nihilo de 150 m de long, de 7 m de profondeur et large de 2–3 m, ainsi que la découverte de l'arbre moteur qui a permis de restituer la machinerie[42].

### Personnalités liées à la commune
- Marie-Madeleine de La Hunaudière (1619-1680), née à Colomby, fonda en 1644 la communauté des Augustines hospitaliers de Bayeux où elle accueillit sa cousine de Saint-Sauveur-le-Vicomte, Catherine Symon de Longpré (1632-1668) béatifiée en 1989[24].

### Héraldique
| Armes de Colomby | Les armes de la commune de Colomby se blasonnent ainsi : D'argent aux trois losanges de gueules surmontées de trois mouchetures d'hermine de sable rangées en chef.[réf. nécessaire] (Ce blason est emprunté aux armoiries de la famille Le Capon (éteinte), anciens seigneurs du Breuil, à Colomby. |